# × Opsistylis
× Opsistylis viết tắt trong thương mại là Opst. là một chi lan lai giữa các chi Rhynchostylis and Vandopsis (Rhy. x Vdps.).